# Франц Кристоф фон Родт
Франц Кристоф Йозеф фон Родт (на немски: Franz Christoph Joseph von Rodt; * 24 март 1671, Фрайбург в Брайзгау; † 21 март или 4 ноември 1743, Фрайбург) е имперски фрайхер, господар в Бусмансхаузен-Орзенхаузен (част от Швенди в Горна Швабия) и Валпертсхофен, австрийски генерал и комендант на крепост Брайзах ам Рейн в Баден-Вюртемберг.
Франц Кристоф фон Родт е от рицарски благороднически род. Роднина е на Казимир Антон фон Зикинген (1684 – 1750), княжески епископ на Констанц (1743 – 1750).
През 1709 г. Франц Кристоф фон Родт става швабски генерал-вахтмайстер (генерал-майор), 1710 г. фелдмаршал-лейтенант. На 14 октомври 1716 г. той е императорски фелдмаршал-лейтенат и на 15 март 1734 г. е повишен на генерал-фелдцойг-майстер. От 1728 г. той е последният комендант на крепост Брайзах.
Бароковият му гроб се намира в катедралата „Фрайбург-Мюнстер“.

## Фамилия
Франц Кристоф фон Родт се жени на 2 февруари 1699 г. за Мария Терезия Бенедикта фон Зикинген-Хоенбург (* 4 или 11 февруари 1682; † 9 ноември 1756 в Констанц), дъщеря на фрайхер Франц Фердинанд фон Зикинген-Хоенбург (1638 – 1687) и фрайин Мария Франциска Кемерер фон Вормс-Далберг (1648 – 1697). Тя е сестра на Казимир Антон фон Зикинген (1684 – 1750), княжески епископ на Констанц (1743 – 1750). Те са родители на четири сина, двама епископи на Констанц и двама генерали:
- Франц Конрад фон Родт (* 17 март 1706, Меерзбург; † 16 октомври 1775, също там), кардинал, княжески епископ на Констанц (1750 – 1775)
- Максимилиан Кристоф фон Родт (* 10 декември 1717, Кел; † 17 януари 1800, Меерзбург), княжески епископ на Констанц (1775 – 1799)
- Кристиан фон Родт († 1768), австрийски генерал
- Антон Егберт фон Родт (* 27 юли 1710; † 27 март 1768), австрийски генерал, женен за фрайин Елеонора фон Шпет († 23 март 1796, Дилинген), бездетен